# Premiul Emmy pentru cea mai bună actriță într-o miniserie sau un film
Premiul Emmy pentru cea mai bună actriță într-o miniserie⁠(d) sau un film de televiziune (Primetime Emmy Award for Outstanding Lead Actress in a Limited or Anthology Series or Movie) este acordat din 1955 de Academy of Television Arts & Sciences. 
A suferit mai multe schimbări de nume, categoria fiind împărțită în două la cea de-a 25-a ediție a Premiilor Emmy: actriță în rol principal într-un program special – dramă sau comedie  și cea mai bună actriță în rol principal într-o serie limitată. La cea de-a 31-a ediție a Premiilor Emmy, categoriile au fost unite într-una singură, iar de atunci a suferit mai multe schimbări de nume, ducând la titlul actual.

## Lista câștigătorilor

### Anii 1950
- 1955 : Judith Anderson pentru rolul Lady Macbeth din Hallmark Hall of Fame
- 1956 : Mary Martin pentru rolul Peter Pan din Producers' Showcase
- 1957 : Claire Trevor pentru rolul Fran Dodsworth din Producers' Showcase
- 1958 : Polly Bergen pentru rolul Helen Morgan din Playhouse 90
- 1959 : Julie Harris pentru rolul Bridgid Mary din Hallmark Hall of Fame

### Anii 1960
- 1960 : Ingrid Bergman pentru rolul The Governess din Startime
- 1961 : Judith Anderson pentru rolul Lady Macbeth din Hallmark Hall of Fame
- 1962 : Julie Harris pentru rolul Regina Victoria din Hallmark Hall of Fame
- 1963 : Kim Stanley pentru rolul Faith Parsons din Ben Casey
- 1964 : Shelley Winters pentru rolul Jenny Dworak din Bob Hope Presents the Chrysler Theatre
- 1965 : Lynn Fontanne pentru rolul Fanny Bowditch Holmes din Hallmark Hall of Fame
- 1966 : Simone Signoret pentru rolul Sara Lescault din Bob Hope Presents the Chrysler Theatre
- 1967 : Geraldine Page pentru rolul Sook din ABC Stage 67
- 1968 : Maureen Stapleton pentru rolul Mary O'Meaghan din Among the Paths to Eden
- 1969 : Geraldine Page pentru rolul Sook din The Thanksgiving Visitor

### Anii 1970
- 1970 : Patty Duke pentru rolul Marlene Chambers din My Sweet Charlie
- 1971 : Lee Grant pentru rolul Carrie Miller din The Neon Ceiling
- 1972 : Glenda Jackson pentru rolul Regina Elisabeta I din Elizabeth R: The Shadow in the Sun
- 1973 : Cloris Leachman pentru rolul Victoria Douglas din A Brand New Life / Susan Hampshire pentru rolul Becky Sharp din Vanity Fair
- 1974 : Cicely Tyson pentru rolul Jane Pittman din The Autobiography of Miss Jane Pittman / Mildred Natwick pentru rolul Gwendolyn Snoop Nicholson din The Snoop Sisters
- 1975 : Katharine Hepburn pentru rolul Jessica Medlicott din Love Among the Ruins / Jessica Walter pentru rolul Amy Prentiss din Amy Prentiss
- 1976 : Susan Clark pentru rolul Babe Didrikson Zaharias din Babe / Rosemary Harris pentru rolul George Sand din Notorious Woman
- 1977 : Sally Field pentru rolul Sybil din Sybil / Patty Duke pentru rolul Bernadette Hennessy Armagh din Captains and the Kings
- 1978 : Joanne Woodward pentru rolul Betty Quinn din See How She Runs / Meryl Streep pentru rolul Inga Helms-Weiss din Holocaust
- 1979 : Bette Davis pentru rolul Lucy Mason din Strangers: The Story of a Mother and Daughter

### Anii 1980
- 1980 : Patty Duke pentru rolul Annie Sullivan din The Miracle Worker
- 1981 : Vanessa Redgrave pentru rolul Fania Fénelon din Playing for Time
- 1982 : Ingrid Bergman (postum) pentru rolul Golda Meir din A Woman Called Golda
- 1983 : Barbara Stanwyck pentru rolul Mary Carson din The Thorn Birds
- 1984 : Jane Fonda pentru rolul Gertie Nevels din The Dollmaker
- 1985 : Joanne Woodward pentru rolul Barbara Wyatt-Hollis din Do You Remember LoveBeck
- 1986 : Marlo Thomas pentru rolul Marie Balter din Nobody's Child
- 1987 : Gena Rowlands pentru rolul Betty Ford din The Betty Ford Story
- 1988 : Jessica Tandy pentru rolul Annie Nations din Foxfire
- 1989 : Holly Hunter pentru rolul Ellen Russell din Roe vs. Wade

### Anii 1990
- 1990 : Barbara Hershey pentru rolul Candy Morrison din A Killing in a Small Town
- 1991 : Lynn Whitfield Jones pentru rolul Josephine Baker din The Josephine Baker Story
- 1992 : Gena Rowlands pentru rolul Pat din Face of a Stranger
- 1993 : Holly Hunter pentru rolul Wanda Holloway din The Positively True Adventures of the Alleged Texas Cheerleader-Murdering Mom
- 1994 : Kirstie Alley pentru rolul Sally Goodson din David's Mother
- 1995 : Glenn Close pentru rolul Margarethe Cammermeyer din Serving in Silence: The Margarethe Cammermeyer Story
- 1996 : Helen Mirren pentru rolul Jane Tennison din Prime Suspect: Scent of Darkness
- 1997 : Alfre Woodard pentru rolul Eunice Evers din Miss Evers' Boys
- 1998 : Ellen Barkin pentru rolul Glory Marie din Before Women Had Wings
- 1999 : Helen Mirren pentru rolul Ayn Rand din The Passion of Ayn Rand

### Anii 2000
- 2000 : Halle Berry pentru rolul Dorothy Dandridge din Introducing Dorothy Dandridge
- 2001 : Judy Davis pentru rolul Judy Garland din Life with Judy Garland: Me and My Shadows
- 2002 : Laura Linney pentru rolul Iris Bravard din Wild Iris
- 2003 : Maggie Smith pentru rolul Emily Delahunty din My House in Umbria
- 2004 : Meryl Streep pentru rolurile Hannah Pitt / Ethel Rosenberg / Rabbi Chemelwitz / The Angel Australia din Angels in America
- 2005 : S. Epatha Merkerson pentru rolul Rachel "Nanny" Crosby din Lackawanna Blues
- 2006 : Helen Mirren pentru rolul Regina Elisabeta I din Elizabeth I
- 2007 : Helen Mirren pentru rolul Jane Tennison din Prime Suspect: The Final Act
- 2008 : Laura Linney pentru rolul Abigail Adams din John Adams
- 2009 : Jessica Lange pentru rolul Edith "Big Edie" Beale din Grey Gardens

### Anii 2010
- 2010 : Claire Danes pentru rolul Temple Grandin din Temple Grandin
- 2011 : Kate Winslet pentru rolul Mildred Pierce din Mildred Pierce
- 2012 : Julianne Moore pentru rolul Sarah Palin din Game Change
- 2013 : Laura Linney pentru rolul Cathy Jamison din The Big C: Hereafter
- 2014 : Jessica Lange pentru rolul Fiona Goode din American Horror Story: Coven
- 2015 : Frances McDormand pentru rolul Olive Kitteridge din Olive Kitteridge
- 2016 : Sarah Paulson pentru rolul Marcia Clark din The People v. O. J. Simpson
- 2017 : Nicole Kidman pentru rolul Celeste Wright din Big Little Lies
- 2018 : Regina King pentru rolul Latrice Butler din Seven Seconds
- 2019 : Michelle Williams pentru rolul Gwen Verdon din Fosse/Verdon

### Anii 2020
- 2020 : Regina King pentru rolul Angela Abar / Sister Night din Watchmen
- 2021 : Kate Winslet pentru rolul Mare Sheehan din Mare of Easttown
- 2022 : Amanda Seyfried pentru rolul Elizabeth Holmes din The Dropout[1]
- 2023 : Ali Wong pentru rolul Amy Lau din Beef
- 2024 : Jodie Foster pentru rolul Chief Liz Danvers din True Detective: Night Country